# Valerie Miles (artista)
Valerie Miles, nascida Sweet (1914–1999), foi uma artista e ilustradora galesa.

## Biografia
Miles nasceu em Aberkenfig no sul do País de Gales e estudou na Cardiff School of Art entre 1932 e 1938. Miles obteve várias encomendas para ilustrar livros infantis e também pintou retratos de crianças e adultos, além de pinturas de animais, principalmente de cães. Ela era um membro activo e expositor da Pekinese Society of Wales. As suas pinturas de paisagem foram centradas em torno da sua casa em Gwaelod-y-Garth, perto de Cardiff. Miles foi membro da South Wales Art Society e participou em várias exposições colectivas, em exposições no Oriel Cardiff e em espectáculos do Arts Council of Wales.